# Nutri-Metics Open 1985
Nutri-Metics Open 1985 — жіночий тенісний турнір, що проходив на відкритих кортах з трав'яним покриттям ASB Tennis Centre в Окленді (Нова Зеландія) в рамках Світової чемпіонської серії Вірджинії Слімс 1985. Турнір відбувся вперше і тривав з 9 грудня до 15 грудня 1985 року. Енн Гоббс здобула титул в одиночному розряді.

## Фінальна частина

### Одиночний розряд
Енн Гоббс —  Луїс Філд 6–3, 6–1
- Для Гоббс це був 1-й титул в одиночному розряді за сезон і 2-й - за кар'єру.

### Парний розряд
Енн Гоббс /  Кенді Рейнолдс —  Лі Антонопліс /  Адріана Віллагран 6–1, 6–3